# Житинський
Житинський — українське прізвище.

## Особи
- Тарас Житинський — музикант, вокаліст, автор пісень. Лауреат фестивалю «Червона Рута-91»
- Іван Житинський гербу Абданк — войський вінницький
- Юрій Житинський гербу Абданк — войський жидачівський (1674)[1]